# Leopoldo Saínz de la Maza
Leopoldo Saínz de la Maza Gutiérrez-Solana y Gómez de la Puente (født 22. december 1879, død 3. februar 1954) var en spansk polospiller. som deltog to olympiske lege i 1920'erne.
Saínz de la Maza spillede før første verdenskrig primært polo i England. Han deltog sammen med brødreparrene Álvaro og José de Figueroa samt Hernando og Jacobo Fitz-James for Spanien i polo ved OL 1920 i Antwerpen. Kun fire nationer deltog, så første kamp var samtidig semifinale. Her vandt spanierne 13-3 over USA (her spillede Álvaro de Figueroa ikke), mens finalen stod mod Storbritannien, der vandt en tæt kamp 13-11 (her sad José de Figueroa over).
Saínz de la Maza deltog også i OL 1924 i Paris, hvor fem hold deltog. Turneringen blev afgjort i en alle-mod-alle konkurrence, hvor spanierne i øvrigt stillede op med Álvaro de Figueroa og hans anden bror, Luis de Figueroa samt Hernando Fitz-James, Justo San Miguel og Rafael Fernández. Spanierne tabte klart mod både USA, Argentina og Storbritannien, men vandt selv klart over Frankrig, hvorved de blev nummer fire.
Saínz de la Maza var ven af kong Alfons 13., der udnævnte ham til Conde de la Maza (greve af la Maza). Han var godsejer, forretningsmand og politiker. Hans søn, der også hed Leopoldo og var Conde de la Maza, var ligeledes en habil polospiller, der modsat faderen primært spillede i Spanien.
Der afholdes en årlig poloturnering, Conde de la Maza-turneringen, i Santa Maria Polo Club i Sotogrande, Spanien.